# Furka-Basistunnel
Der Furka-Basistunnel ist ein 1982 eröffneter 15,38 km langer Schweizer Eisenbahntunnel, der Oberwald (1368 m ü. M.) im Kanton Wallis und Realp (1538 m ü. M.) im Kanton Uri miteinander verbindet. Der Basistunnel ersetzt die alte Furka-Bergstrecke mit dem Furka-Scheiteltunnel, deren höchster Punkt auf einer Höhe von 2160 m ü. M. (Haltestelle Furka) liegt.
Der Basistunnel ermöglicht der Matterhorn-Gotthard-Bahn (MGB) den ganzjährigen Betrieb auf ihrem gesamten Streckennetz. Dies war auf der Bergstrecke nicht möglich, da hier im Winter der Betrieb eingestellt und ein Teil der Bahnanlagen (Oberleitung, Steffenbachbrücke) demontiert bzw. nach der Winterpause wiederhergestellt werden musste.

## Planung und Bau
Nach einem schweren Unfall bei Schneeräumarbeiten im Juni 1963 verlangte man im Wallis eine wintersichere Verkehrsverbindung in den Kanton Uri. Der Voranschlag 1970 für den Bau des Furka-Basistunnels betrug 74 Mio. Franken und bildete die Basis für den Bundesbeschluss vom 24. Juni 1971. Darin sicherte der Bund einen Kostenanteil von 70 Mio. Franken zu, die restlichen 4 Mio. Franken mussten durch die Kantone Uri, Graubünden und Wallis getragen werden. Das Projekt war im Parlament heftig umstritten. Bundesrat Roger Bonvin, der selber aus dem Wallis stammte, setzte sich für die Vorlage ein. Seine Person wurde später im Zusammenhang mit den enormen Kostenüberschreitungen in der Öffentlichkeit kontrovers diskutiert.
Der Bau erlitt viele Rückschläge wegen problematischer geologischer Verhältnisse, welche die Arbeiten verzögerten und auf der Urner Seite eine Verlegung des Portals und damit eine Verlängerung des Tunnels erforderten. In der Parlamentsdebatte 1976 über einen Zusatzkredit von 80 Mio. Franken wurden aber auch die Projektplanung und die Arbeit der Bauleitung kritisiert.
Die Gesamtkosten für den Basistunnel beliefen sich schliesslich auf 318,5 Mio. Franken, gut vier Mal so viel wie geplant. Roger Bonvin konnte die Eröffnung nicht mehr erleben. Er starb am 5. Juni, knapp drei Wochen vor der Tunneleinweihung am 25. Juni 1982.
Der Tunnel ist eingleisig und verfügt über zwei automatische Kreuzungsstationen. Er unterquert in einem weit nach Süden ausholenden Bogen den Pizzo Rotondo, nach dem auch eine der Ausweichstellen benannt ist.
Auf der Westseite bei Oberwald liegt das Portal des Basistunnels gut einen Kilometer östlich des Bahnhofs. Die Anbindung an die bestehende Strecke erfolgt mit einer Brücke über das Goneri-Flussbett, danach über die Rhone, gefolgt von einem Umgehungstunnel namens Stephan-Holzer-Tunnel (Länge 673 m), der unmittelbar beim Bahnhof Oberwald endet.
Eine Kuriosität war die Absicht, später im Bereich der Tunnelmitte eine Abzweigung in Richtung Tessin zu realisieren, das so genannte Bedretto-Fenster. Politisch ebenso heftig umstritten wie das gesamte Projekt, wurde der vorhandene 5,2 km lange Baustollen vor allem aus finanziellen Gründen nie für den Zugbetrieb ausgebaut.

## Betrieb
Dank der Eröffnung konnte der Glacier-Express nun ganzjährig Zermatt und St. Moritz verbinden. Aus einem Zugpaar wurden in der Sommersaison fünf Glacier-Expresszüge pro Tag und Richtung. Im Weiteren verkehren tagsüber stündlich in beiden Richtungen je ein Regionalzug und ein Autozug. Von Freitag bis Montag verkehrt alle 30 Minuten ein Autozug. Schon im ersten Betriebsjahr wurden über 75'000 Personenwagen, Lastwagen und Busse transportiert. In der Winterhochsaison stösst der Furkatunnel an seine Kapazitätsgrenzen.
Die Matterhorn-Gotthard-Bahn betreibt für den Furka Basistunnel einen teilprofessionalisierten Interventionsdienst. Dieser führt die Bezeichnung Rettungsdienst Furka Basistunnel (RFT). Hauptinterventionsstandort bei technischer Hilfeleistungen, Evakuierung oder sonstiger Störungen ist in Oberwald, bei einem Brandfall wird von beiden Portalen gearbeitet, deshalb sind an beiden Portalen jeweils ein LRZ bestehend aus Lösch/Rettungsfahrzeug (LR), Sanitätswagen (Saniwagen) und Personentransportfahrzeug (PT) stationiert.
Seit dem 1. Januar 2003 ist der Tunnel Teil des Streckennetzes der Matterhorn-Gotthard-Bahn, die aus der Fusion von Brig-Visp-Zermatt-Bahn und Furka-Oberalp-Bahn entstanden ist.

## Geothermische Nutzung
Beim Westportal in Oberwald fliessen pro Minute 5400 Liter Wasser mit einer Temperatur von 16 °Celsius aus dem Tunnel, das über ein sog. kaltes Nahwärmenetz genutzt wird. Das Wasser wird nach Oberwald geführt und heizt mit Hilfe von Wärmepumpen 177 Wohnungen und eine Sporthalle. Die installierte Gesamtleistung beträgt 960 kW.

## Betrieb der Bergstrecke
Die frühere Furka-Bergstrecke wurde im Herbst 1981, als die Eröffnung des Basistunnels absehbar war, stillgelegt und erst nach 1992 etappenweise durch Freiwillige restauriert. Seit 2010 dient während der Sommermonate wieder die ganze Pass-Strecke einer Museumsbahn an Zahnstangen mit Dampfbetrieb.

## Sanierung
Bis 2029 soll der Furka-Basistunnel für 190 Millionen Franken saniert werden. Die Gleise werden als Feste Fahrbahn neu verlegt, die Fahrleitung erneuert, eine neue Lüftungsanlage eingebaut und die Möglichkeiten zur Selbst- und Fremdrettung verbessert.

## Galerie

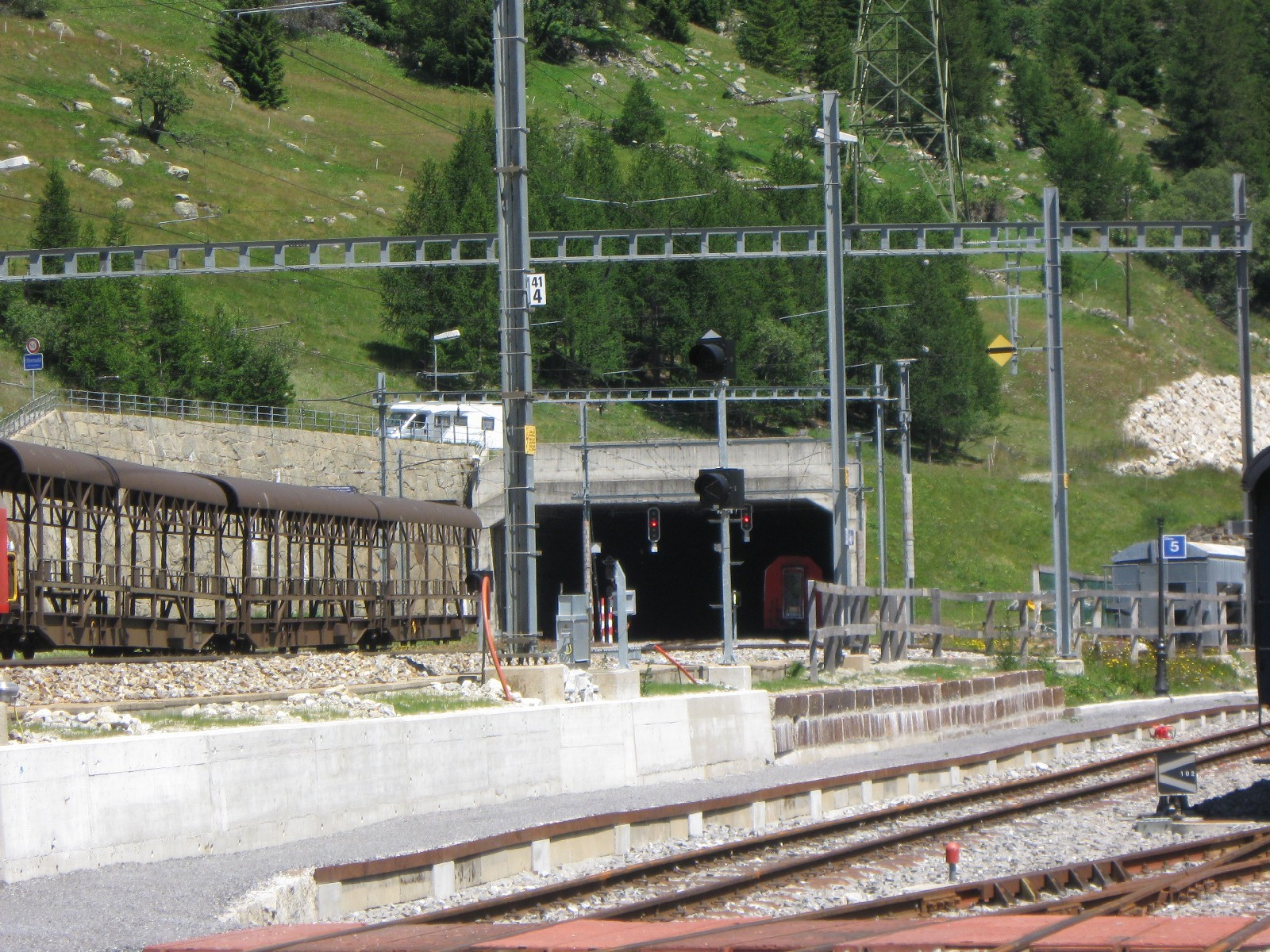
Portal des Umgehungstunnels (Länge 673 m) beim Bahnhof Oberwald; das Portal des Furka-Basistunnels liegt etwa 1 km weiter östlich. Rechts im Bild der Beginn der Furka-Bergstrecke.
Gedenktafel für Albert Imsand[12], Initiant des Tunnels, am Bahnhof in Oberwald
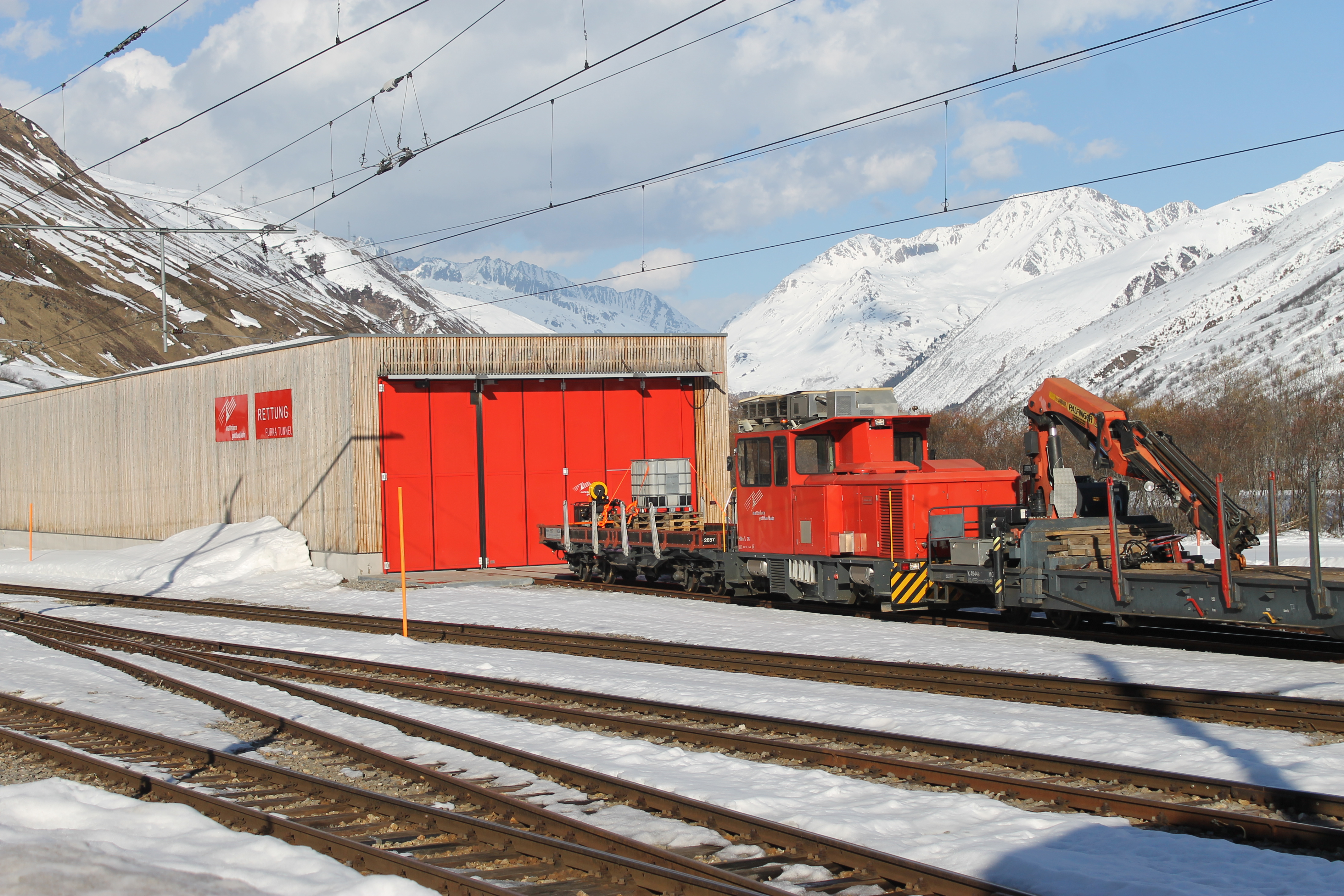
Remise des Rettungsdienst Furka-Basistunnel, davor ein Dienstzug der Infra der MGB
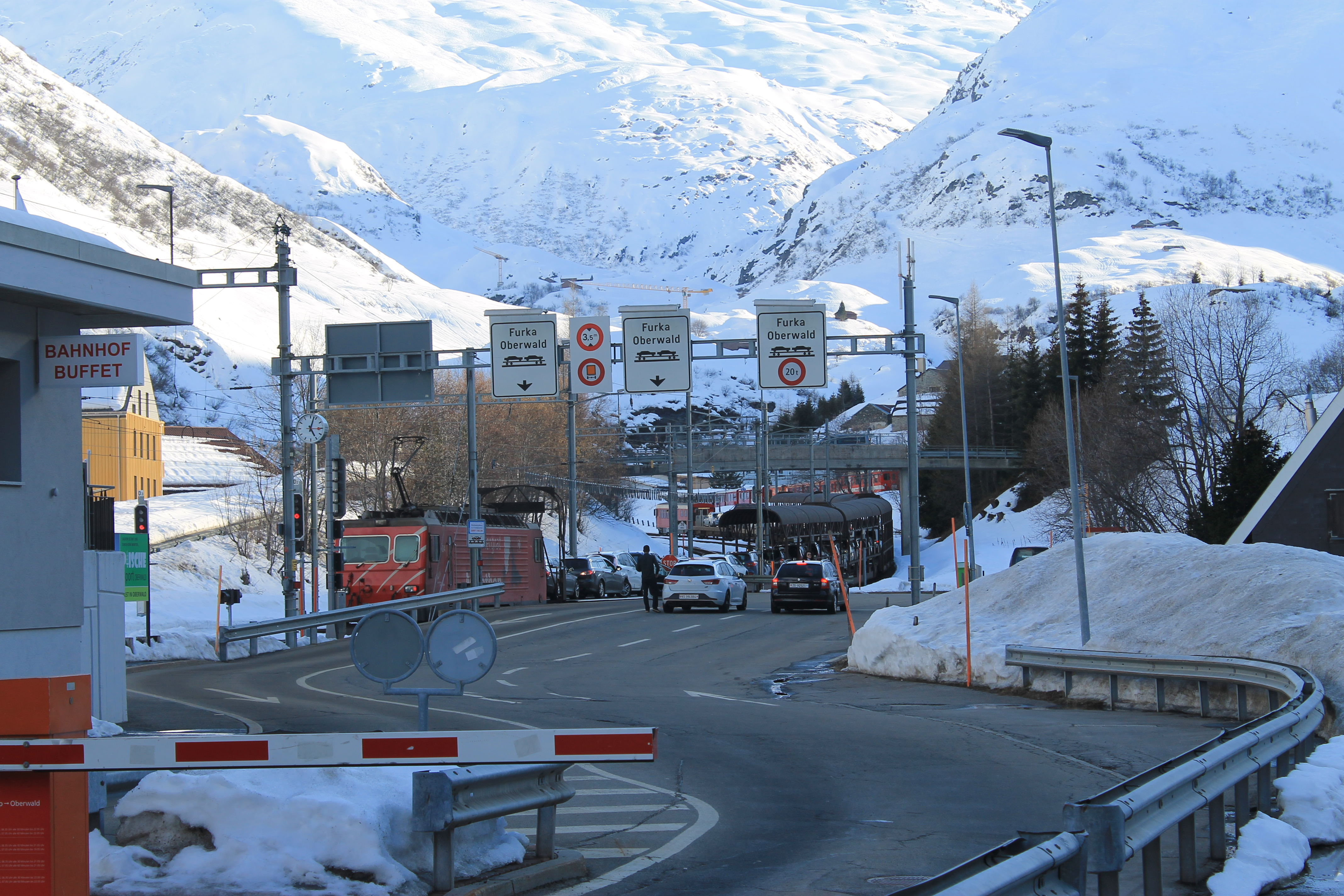
Autoverlad in Realp Richtung Wallis durch den Furka-Basistunnel